# Kārlis Ābele
Kārlis Ābele (okrug Bauņi, danas Matīši, 22. kolovoza 1896. – Adelaide, Australija, 24. siječnja 1961.) je bio latvijski književnik i botaničar. 

## Životopis
Rodio se 22. kolovoza 1896. u okrugu Bauni, današnjem Matīšiju. Studirao je prirodne znanosti u Sankt Peterburgu, Tartuu i Rigi gdje 1940. postaje profesor fitofiziologije. Nakon II. svjetskog rata emigrirao je u Zapadnu Njemačku, a 1949. u Australiju. Bio je dramatičar i novelist, važan nadasve kao pjesnik balada, koje se smatraju najznačajnijima u modernoj latvijskoj književnosti. Umro je 24. siječnja 1961. u Adelaideu, Australiji.